# Passivo (contabilidade)
Em contabilidade, o passivo corresponde ao saldo das obrigações devidas, enquanto no ativo se representam os bens e direitos que pertencem a uma determinada entidade. O passivo é a coluna da direita num balanço patrimonial.
Um exemplo de ativo é uma conta  a receber, e passivo seria uma conta a pagar.
O passivo é um recurso controlado por uma entidade e um acontecimento passado e do qual se esperam que fluam benefícios económicos no futuro, cuja liquidação se espera um ex-fluxo de recursos. 
O passivo monetário representa bens numerários que ainda vão ser repassados aos seus verdadeiros proprietários num momento futuro, e que está na entidade apoiando ou ajudando a gerar novos recursos financeiros para o devedor. O passivo não-monetário representa obrigações de lançamentos futuros no resultado do período daqueles ganhos já efetivados, porém não pertencentes ao atual exercício.
Na contabilidade brasileira, por força da legislação o passivo se divide em:
- Passivo propriamente dito (passivo exigível) e patrimônio líquido (passivo não exigível). O passivo exigível se subdivide em passivo circulante e passivo não circulante.

- Passivo financeiro e passivo permanente, conforme lei 4.320/64 (direito público, que regulamenta a contabilidade pública).

Para fins de análise contábil, as contas contábeis que compõe o passivo exigível curto e longo prazo (direito privado), podem ser inicialmente segregadas em obrigações em moeda nacional, e obrigações em moeda estrangeira. A partir desse início, pode se proceder as sub-divisões, a serem compostas das principais obrigações. Como exemplo: salários, remunerações e encargos a pagar, empréstimos e financiamentos a pagar, fornecedores e prestadores de serviços a pagar, tributos a pagar e a recolher, adiantamentos a clientes, provisões etc.
O resultado de exercícios futuros em geral se dividia em receitas e custos diferidos. Hoje, por força de lei, o Resultado de Exercícios Futuros (REF) faz parte do passivo circulante em conta representativa da receita diferida (ver Lei 6404/76 art. 299-B).